# デュクローザ (小惑星)
デュクローザ (400 Ducrosa) は、小惑星帯に位置する小惑星である。
オーギュスト・シャルロワがニース天文台で発見し、フランスの天文学者J・デュクローズにちなんで命名された。